# عشق سفر (فیلم)
عشق سفر (انگلیسی: Wanderlust) فیلمی در ژانر کمدی است که در سال ۲۰۱۲ منتشر شد.

## بازیگران
- پل راد
- جنیفر آنیستون
- جاستین ثرو
- مالین اکرمان
- لورن آمبروز
- جو لو ترولیو
- آلن آلدا
- کن مارینو
- ری لیوتا
- کریستینا هندریکس
- کاترین هان
- ریبا مک‌اینتایر